# Mr. President
Mr. President foi um grupo alemão de eurodance que surgiu em Bremen, mais conhecido por seu hit "Coco Jamboo" em 1996. Essa canção rendeu-lhes a colocação de n.º 21 na Billboard Hot 100 no mesmo ano.

## Discografia

### Álbuns de estúdio
- 1995: Up'n Away - The Album
- 1996: We See the Same Sun
- 1997: Mr. President (apenas EUA)
- 1997: Nightclub
- 1998: Happy People
- 1999: Space Gate
- 2004: Forever and One Day
- 2009: Unreleased (iTunes)
- 2017: Single Copacabana - Diezel Records

### Compilações
- 2000: A Kind Of… Best!
- 2000: Golden Super Hits
- 2007: The Singles Collection